# Hóquei sobre a grama nos Jogos Olímpicos de Verão de 2024 - Feminino
O torneio feminino de hóquei sobre a grama nos Jogos Olímpicos de Verão de 2024 foi realizado entre 27 de julho e 9 de agosto de 2024, com os jogos sendo disputados nos campos 1 e 2 do Stade Olympique Yves-du-Manoir, em Colombes.

## Medalhistas
|  | NED Países Baixos |  | CHN China |  | ARG Argentina |
|  | Anne Veenendaal Luna Fokke Freeke Moes Lisa Post Xan de Waard Yibbi Jansen Renée van Laarhoven Felice Albers Maria Verschoor Sanne Koolen Frédérique Matla Joosje Burg Marleen Jochems Pien Sanders Marijn Veen Laura Nunnink Pien Dicke |  | Ye Jiao Gu Bingfeng Yang Liu Zhang Ying Chen Yi Ma Ning Li Hong Ou Zixia Dan Wen Zou Meirong He Jiangxin Fan Yunxia Chen Yang Xu Wenyu Zhong Jiaqi Tan Jinzhuang Yu Anhui |  | Sofía Toccalino Agustina Gorzelany Valentina Raposo Agostina Alonso Agustina Albertario María José Granatto Cristina Cosentino Rocío Sánchez Moccia Victoria Sauze Sofía Cairó Eugenia Trinchinetti Lara Casas Juana Castellaro Pilar Campoy Julieta Jankunas Zoe Díaz |

## Calendário
| G | Fase de grupos | QF | Quartas de final | SF | Semifinais | B | Disputa pelo bronze | F | Final |

| DataEvento       | Sáb 27 | Dom 28 | Seg 29 | Ter 30 | Qua 31 | Qui 1 | Sex 2 | Sáb 3 | Dom 4 | Seg 5 | Ter 6 | Qua 7 | Qui 8 | Sex 9 | Sex 9 |
| ---------------- | ------ | ------ | ------ | ------ | ------ | ----- | ----- | ----- | ----- | ----- | ----- | ----- | ----- | ----- | ----- |
| Torneio feminino | G      | G      | G      |        | G      | G     | G     | G     |       | QF    |       | SF    |       | B     | F     |

## Qualificação
| Método                        | Data                                | Local           | Vagas | Classificado   |
| ----------------------------- | ----------------------------------- | --------------- | ----- | -------------- |
| Nação anfitriã                | 13 de setembro de 2017              | Lima            | 1     | França         |
| Copa da Oceania de 2023       | 10–13 de agosto de 2023             | Whangarei       | 1     | Austrália      |
| Campeonato Europeu de 2023    | 18–26 de agosto de 2023             | Mönchengladbach | 1     | Países Baixos  |
| Jogos Asiáticos de 2022       | 23 de setembro–8 de outubro de 2023 | Hancheu         | 1     | China          |
| Jogos Pan-Americanos de 2023  | 26 de outubro–4 de novembro de 2023 | Santiago        | 1     | Argentina      |
| Pré-Olímpico Africano de 2023 | 29 de outubro–5 de novembro de 2023 | Pretória        | 1     | África do Sul  |
| Pré-Olímpico Mundial de 2024  | 13–20 de janeiro de 2024            | Ranchi          | 3     | Alemanha       |
| Pré-Olímpico Mundial de 2024  | 13–20 de janeiro de 2024            | Ranchi          | 3     | Estados Unidos |
| Pré-Olímpico Mundial de 2024  | 13–20 de janeiro de 2024            | Ranchi          | 3     | Japão          |
| Pré-Olímpico Mundial de 2024  | 13–20 de janeiro de 2024            | Valência        | 3     | Bélgica        |
| Pré-Olímpico Mundial de 2024  | 13–20 de janeiro de 2024            | Valência        | 3     | Espanha        |
| Pré-Olímpico Mundial de 2024  | 13–20 de janeiro de 2024            | Valência        | 3     | Grã-Bretanha   |

## Formato
As doze equipes participantes foram divididas em dois grupos de seis, com cada equipe enfrentando as outras dentro de seu grupo, totalizando cinco jogos. Após a conclusão da fase de grupo, as quatro primeiras equipes de cada um avançaram para as quartas de final. Os dois vencedores das semifinais se enfrentaram pela medalha de ouro, enquanto os perdedores das semifinais disputaram a medalha de bronze.

## Árbitras
Um total de 14 árbitras foram selecionadas pela Federação Internacional de Hóquei (FIH) e anunciadas em 12 de setembro de 2023.
- ARG Irene Presenqui
- AUS Aleisha Neumann
- BEL Laurine Delforge
- CHN Liu Xiaoying
- GBR Hannah Harrison
- GBR Rachel Williams
- IRE Alison Keogh
- JPN Emi Yamada
- NZL Amber Church
- RSA Annelize Rostron
- RSA Wanri Venter
- SCO Sarah Wilson
- SGP Cookie Tan
- TTO Ayanna McClean

## Fase de grupos
A competição começou com uma fase de grupos de seis equipas em que cada uma das seleções defrontou as outras cinco por uma vez. As quatro primeiras avançaram para a fase final.
Todas as partidas seguem o fuso horário local (UTC+2).
|  | Equipes classificadas às quartas de final |

### Grupo A
| Pos | Equipe        | P  | J | V | E | D | GP | GC | SG  |
| --- | ------------- | -- | - | - | - | - | -- | -- | --- |
| 1   | Países Baixos | 15 | 5 | 5 | 0 | 0 | 19 | 5  | +14 |
| 2   | Bélgica       | 12 | 5 | 4 | 0 | 1 | 13 | 4  | +9  |
| 3   | Alemanha      | 9  | 5 | 3 | 0 | 2 | 12 | 7  | +5  |
| 4   | China         | 6  | 5 | 2 | 0 | 3 | 15 | 10 | +5  |
| 5   | Japão         | 3  | 5 | 1 | 0 | 4 | 2  | 15 | –13 |
| 6   | França        | 0  | 5 | 0 | 0 | 5 | 4  | 24 | –20 |

Ordenamento da classificação: 1) Pontos; 2) Vitórias; 3) Diferença de gol(o)s; 4) Gol(o)s marcados; 5) Confronto direto; 6) Gol(o)s diretos (field goals) marcados.

| 27 de julho 20:15                            |           |                            |                                                                                                   |
| Países Baixos                                | 6–2       | França                     | Campo 2, Stade Olympique Yves-du-Manoir, Colombes Árbitros: Ayanna McClean (TTO) Cookie Tan (SGP) |
| Matla 29' Jansen 32', 35', 45', 48' Burg 50' | Relatório | Lhopital 35' Le Nindre 46' | Campo 2, Stade Olympique Yves-du-Manoir, Colombes Árbitros: Ayanna McClean (TTO) Cookie Tan (SGP) |

| 28 de julho 10:00             |           |              | |
| Bélgica                       | 2–1       | China        | Campo 1, Stade Olympique Yves-du-Manoir, Colombes Árbitros: Hannah Harrison (GBR) Amber Church (NZL) |
| Ballenghien 23' Englebert 55' | Relatório | Chen Ya. 46' | Campo 1, Stade Olympique Yves-du-Manoir, Colombes Árbitros: Hannah Harrison (GBR) Amber Church (NZL) |

| 28 de julho 10:30          |           |       |                                                                                                   |
| Alemanha                   | 2–0       | Japão | Campo 2, Stade Olympique Yves-du-Manoir, Colombes Árbitros: Alison Keogh (IRL) Sarah Wilson (GBR) |
| Stapenhorst 12' Lorenz 56' | Relatório |       | Campo 2, Stade Olympique Yves-du-Manoir, Colombes Árbitros: Alison Keogh (IRL) Sarah Wilson (GBR) |

| 29 de julho 10:30 |           |                                     | |
| Japão             | 0–5       | China                               | Campo 2, Stade Olympique Yves-du-Manoir, Colombes Árbitros: Annelize Rostron (RSA) Wanri Venter (RSA) |
|                   | Relatório | Zhong 16' Li 19' Ma 23' Gu 24', 55' | Campo 2, Stade Olympique Yves-du-Manoir, Colombes Árbitros: Annelize Rostron (RSA) Wanri Venter (RSA) |

| 29 de julho 19:45 |           |                     | |
| Alemanha          | 1–2       | Países Baixos       | Campo 1, Stade Olympique Yves-du-Manoir, Colombes Árbitros: Amber Church (NZL) Aleisha Neumann (AUS) |
| Stapenhorst 44'   | Relatório | Jansen 50' Veen 54' | Campo 1, Stade Olympique Yves-du-Manoir, Colombes Árbitros: Amber Church (NZL) Aleisha Neumann (AUS) |

| 29 de julho 20:15 |           |                                                             |                                                                                                   |
| França            | 0–5       | Bélgica                                                     | Campo 2, Stade Olympique Yves-du-Manoir, Colombes Árbitros: Liu Xiaoying (CHN) Raghu Prasad (IND) |
|                   | Relatório | Rasir 7' Ballenghien 12', 52' Gerniers 18' Vanden Borre 37' | Campo 2, Stade Olympique Yves-du-Manoir, Colombes Árbitros: Liu Xiaoying (CHN) Raghu Prasad (IND) |

| 31 de julho 12:45 |           |                                                  | |
| França            | 1–5       | Alemanha                                         | Campo 1, Stade Olympique Yves-du-Manoir, Colombes Árbitros: Annelize Rostron (RSA) Emi Yamada (JPN) |
| Lhopital 51'      | Relatório | Lorenz 3', 52', 53' Stapenhorst 11' Wortmann 28' | Campo 1, Stade Olympique Yves-du-Manoir, Colombes Árbitros: Annelize Rostron (RSA) Emi Yamada (JPN) |

| 31 de julho 17:00                          |           |       | |
| Bélgica                                    | 3–0       | Japão | Campo 1, Stade Olympique Yves-du-Manoir, Colombes Árbitros: Gabriel Labate (ARG) Ayanna McClean (TTO) |
| Brasseur 28' Englebert 29' Ballenghien 52' | Relatório |       | Campo 1, Stade Olympique Yves-du-Manoir, Colombes Árbitros: Gabriel Labate (ARG) Ayanna McClean (TTO) |

| 31 de julho 20:15              |           |       | |
| Países Baixos                  | 3–0       | China | Campo 2, Stade Olympique Yves-du-Manoir, Colombes Árbitros: Laurine Delforge (BEL) Irene Presenqui (ARG) |
| Moes 9' Veen 15' Verschoor 46' | Relatório |       | Campo 2, Stade Olympique Yves-du-Manoir, Colombes Árbitros: Laurine Delforge (BEL) Irene Presenqui (ARG) |

| 1 de agosto 19:45 |           |        | |
| Japão             | 1–0       | França | Campo 1, Stade Olympique Yves-du-Manoir, Colombes Árbitros: Rachel Williams (GBR) Aleisha Neumann (AUS) |
| Toriyama 12'      | Relatório |        | Campo 1, Stade Olympique Yves-du-Manoir, Colombes Árbitros: Rachel Williams (GBR) Aleisha Neumann (AUS) |

| 2 de agosto 10:00 |           |                                      | |
| China             | 2–4       | Alemanha                             | Campo 1, Stade Olympique Yves-du-Manoir, Colombes Árbitros: Sarah Wilson (GBR) Annelize Rostron (RSA) |
| Dan 36' Zou 55'   | Relatório | Lorenz 12', 49' Stapenhorst 17', 18' | Campo 1, Stade Olympique Yves-du-Manoir, Colombes Árbitros: Sarah Wilson (GBR) Annelize Rostron (RSA) |

| 2 de agosto 12:45 |           |                                     | |
| Bélgica           | 1–3       | Países Baixos                       | Campo 1, Stade Olympique Yves-du-Manoir, Colombes Árbitros: Hannah Harrison (GBR) Liu Xiaoying (CHN) |
| Ballenghien 35'   | Relatório | Sanders 6' Jansen 13' Verschoor 30' | Campo 1, Stade Olympique Yves-du-Manoir, Colombes Árbitros: Hannah Harrison (GBR) Liu Xiaoying (CHN) |

| 3 de agosto 10:30                        |           |                | |
| Países Baixos                            | 5–1       | Japão          | Campo 2, Stade Olympique Yves-du-Manoir, Colombes Árbitros: Rachel Williams (GBR) Sarah Wilson (GBR) |
| Jansen 4' Matla 9' 40' Burg 14' Veen 53' | Relatório | Kobayakawa 23' | Campo 2, Stade Olympique Yves-du-Manoir, Colombes Árbitros: Rachel Williams (GBR) Sarah Wilson (GBR) |

| 3 de agosto 17:00                                        |           |                | |
| China                                                    | 7–1       | França         | Campo 1, Stade Olympique Yves-du-Manoir, Colombes Árbitros: Alison Keogh (IRL) Aleisha Neumann (AUS) |
| Li 9', 25' Chen Ya. 16', 55' Zhong 33' Zhang 41' Dan 48' | Relatório | Delemazure 22' | Campo 1, Stade Olympique Yves-du-Manoir, Colombes Árbitros: Alison Keogh (IRL) Aleisha Neumann (AUS) |

| 3 de agosto 19:45 |           |                             | |
| Alemanha          | 0–2       | Bélgica                     | Campo 1, Stade Olympique Yves-du-Manoir, Colombes Árbitros: Irene Presenqui (ARG) Wanri Venter (RSA) |
|                   | Relatório | Struijk 13' Ballenghien 17' | Campo 1, Stade Olympique Yves-du-Manoir, Colombes Árbitros: Irene Presenqui (ARG) Wanri Venter (RSA) |

### Grupo B
| Pos | Equipe         | P  | J | V | E | D | GP | GC | SG  |
| --- | -------------- | -- | - | - | - | - | -- | -- | --- |
| 1   | Austrália      | 13 | 5 | 4 | 1 | 0 | 15 | 5  | +10 |
| 2   | Argentina      | 13 | 5 | 4 | 1 | 0 | 16 | 7  | +9  |
| 3   | Espanha        | 7  | 5 | 2 | 1 | 2 | 6  | 7  | –1  |
| 4   | Grã-Bretanha   | 6  | 5 | 2 | 0 | 3 | 8  | 12 | –4  |
| 5   | Estados Unidos | 4  | 5 | 1 | 1 | 3 | 5  | 13 | –8  |
| 6   | África do Sul  | 0  | 5 | 0 | 0 | 5 | 4  | 10 | –6  |

Ordenamento da classificação: 1) Pontos; 2) Vitórias; 3) Diferença de gol(o)s; 4) Gol(o)s marcados; 5) Confronto direto; 6) Gol(o)s diretos (field goals) marcados.

| 27 de julho 19:45                                      |           |                | |
| Argentina                                              | 4–1       | Estados Unidos | Campo 1, Stade Olympique Yves-du-Manoir, Colombes Árbitros: Aleisha Neumann (AUS) Wanri Venter (RSA) |
| Sánchez Moccia 18' Gorzelany 29' Jankunas 44' Díaz 47' | Relatório | Sessa 33'      | Campo 1, Stade Olympique Yves-du-Manoir, Colombes Árbitros: Aleisha Neumann (AUS) Wanri Venter (RSA) |

| 28 de julho 12:45          |           |               | |
| Austrália                  | 2–1       | África do Sul | Campo 1, Stade Olympique Yves-du-Manoir, Colombes Árbitros: Emi Yamada (JPN) Rachel Williams (GBR) |
| Kershaw 16' T. Stewart 40' | Relatório | De Waal 14'   | Campo 1, Stade Olympique Yves-du-Manoir, Colombes Árbitros: Emi Yamada (JPN) Rachel Williams (GBR) |

| 28 de julho 13:15 |           |                        | |
| Grã-Bretanha      | 1–2       | Espanha                | Campo 2, Stade Olympique Yves-du-Manoir, Colombes Árbitros: Annelize Rostron (RSA) Liu Xiaoying (CHN) |
| García 20'        | Relatório | L. Barrios 4' Riera 9' | Campo 2, Stade Olympique Yves-du-Manoir, Colombes Árbitros: Annelize Rostron (RSA) Liu Xiaoying (CHN) |

| 29 de julho 13:15 |           |                | |
| Espanha           | 1–1       | Estados Unidos | Campo 1, Stade Olympique Yves-du-Manoir, Colombes Árbitros: Cookie Tan (SGP) Rachel Williams (GBR) |
| García 20'        | Relatório | Gladieux 14'   | Campo 1, Stade Olympique Yves-du-Manoir, Colombes Árbitros: Cookie Tan (SGP) Rachel Williams (GBR) |

| 29 de julho 17:00 |           |                                                      | |
| Grã-Bretanha      | 0–4       | Austrália                                            | Campo 1, Stade Olympique Yves-du-Manoir, Colombes Árbitros: Alison Keogh (IRL) Irene Presenqui (ARG) |
|                   | Relatório | Greiner 17' Arnott 19' T. Stewart 46' G. Stewart 52' | Campo 1, Stade Olympique Yves-du-Manoir, Colombes Árbitros: Alison Keogh (IRL) Irene Presenqui (ARG) |

| 29 de julho 17:30    |           |                                      | |
| África do Sul        | 2–4       | Argentina                            | Campo 2, Stade Olympique Yves-du-Manoir, Colombes Árbitros: Ayanna McClean (TTO) Laurine Delforge (BEL) |
| Louw 15' De Waal 29' | Relatório | Gorzelany 17', 49', 52' Jankunas 53' | Campo 2, Stade Olympique Yves-du-Manoir, Colombes Árbitros: Ayanna McClean (TTO) Laurine Delforge (BEL) |

| 31 de julho 10:00             |           |           | |
| Argentina                     | 2–1       | Espanha   | Campo 1, Stade Olympique Yves-du-Manoir, Colombes Árbitros: Hannah Harrison (GBR) Alison Keogh (IRL) |
| Gorzelany 6' Trinchinetti 21' | Relatório | Riera 34' | Campo 1, Stade Olympique Yves-du-Manoir, Colombes Árbitros: Hannah Harrison (GBR) Alison Keogh (IRL) |

| 31 de julho 10:30 |           |                         |                                                                                                 |
| África do Sul     | 1–2       | Grã-Bretanha            | Campo 2, Stade Olympique Yves-du-Manoir, Colombes Árbitros: Amber Church (NZL) Cookie Tan (SGP) |
| De Waal 6'        | Relatório | Costello 19' French 42' | Campo 2, Stade Olympique Yves-du-Manoir, Colombes Árbitros: Amber Church (NZL) Cookie Tan (SGP) |

| 31 de julho 13:15               |           |                | |
| Austrália                       | 3–0       | Estados Unidos | Campo 2, Stade Olympique Yves-du-Manoir, Colombes Árbitros: Liu Xiaoying (CHN) Rachel Williams (GBR) |
| Taylor 3' Arnott 29' Brooks 53' | Relatório |                | Campo 2, Stade Olympique Yves-du-Manoir, Colombes Árbitros: Liu Xiaoying (CHN) Rachel Williams (GBR) |

| 1 de agosto 17:00 |           |                                                  | |
| Estados Unidos    | 2–5       | Grã-Bretanha                                     | Campo 1, Stade Olympique Yves-du-Manoir, Colombes Árbitros: Steve Rodgers (AUS) Ayanna McClean (TTO) |
| Tamer 7', 29'     | Relatório | Hamilton 4' Howard 14', 25' French 35' Jones 39' | Campo 1, Stade Olympique Yves-du-Manoir, Colombes Árbitros: Steve Rodgers (AUS) Ayanna McClean (TTO) |

| 1 de agosto 17:30 |           |               | |
| Espanha           | 1–0       | África do Sul | Campo 2, Stade Olympique Yves-du-Manoir, Colombes Árbitros: Emi Yamada (JPN) Hannah Harrison (GBR) |
| Iglesias 15'      | Relatório |               | Campo 2, Stade Olympique Yves-du-Manoir, Colombes Árbitros: Emi Yamada (JPN) Hannah Harrison (GBR) |

| 1 de agosto 20:15                |           |                                     |                                                                                                   |
| Argentina                        | 3–3       | Austrália                           | Campo 2, Stade Olympique Yves-du-Manoir, Colombes Árbitros: Wanri Venter (RSA) Amber Church (NZL) |
| Casas 10' Sauze 10' Granatto 50' | Relatório | Nobbs 37' Kershaw 45+' Williams 60' | Campo 2, Stade Olympique Yves-du-Manoir, Colombes Árbitros: Wanri Venter (RSA) Amber Church (NZL) |

| 3 de agosto 10:00 |           |                                    | |
| Grã-Bretanha      | 0–3       | Argentina                          | Campo 1, Stade Olympique Yves-du-Manoir, Colombes Árbitros: Laurine Delforge (BEL) Emi Yamada (JPN) |
|                   | Relatório | Raposo 34' Albertario 35' Díaz 55' | Campo 1, Stade Olympique Yves-du-Manoir, Colombes Árbitros: Laurine Delforge (BEL) Emi Yamada (JPN) |

| 3 de agosto 12:45               |           |           | |
| Austrália                       | 3–1       | Espanha   | Campo 1, Stade Olympique Yves-du-Manoir, Colombes Árbitros: Ayanna McClean (TTO) Amber Church (NZL) |
| Arnott 2' Kershaw 55' Nobbs 59' | Relatório | Riera 43' | Campo 1, Stade Olympique Yves-du-Manoir, Colombes Árbitros: Ayanna McClean (TTO) Amber Church (NZL) |

| 3 de agosto 13:15 |           |               | |
| Estados Unidos    | 1–0       | África do Sul | Campo 2, Stade Olympique Yves-du-Manoir, Colombes Árbitros: Hannah Harrison (GBR) Cookie Tan (SGP) |
| Sholder 43'       | Relatório |               | Campo 2, Stade Olympique Yves-du-Manoir, Colombes Árbitros: Hannah Harrison (GBR) Cookie Tan (SGP) |

## Fase final
Depois da fase de grupos seguiu-se a fase final eliminatória, com cada seleção a defrontar um adversário em jogo único até a definição das equipes medalhistas.
|  | Quartas de final | Quartas de final |                      |         | Semifinal           | Semifinal           |  |  | Final       | Final |
|  |                  |                  |                      |         |                     |                     |  |  |             |       |
|  | 5 de agosto      |                  |                      |         |                     |                     |  |  |             |       |
|  |                  |                  |                      |         |                     |                     |  |  |             |       |
|  | Países Baixos    | 3                |                      |         |                     |                     |  |  |             |       |
|  | Países Baixos    | 3                | 7 de agosto          |         |                     |                     |  |  |             |       |
|  | Grã-Bretanha     | 1                |                      |         |                     |                     |  |  |             |       |
|  | Grã-Bretanha     | 1                | Países Baixos        | 3       |                     |                     |  |  |             |       |
|  | 5 de agosto      |                  | Países Baixos        | 3       |                     |                     |  |  |             |       |
|  |                  | Argentina        | 0                    |         |                     |                     |  |  |             |       |
|  | Argentina (pen.) | Argentina        | 0                    | 1 (2)   |                     |                     |  |  |             |       |
|  | Argentina (pen.) |                  | 9 de agosto          | 1 (2)   |                     |                     |  |  |             |       |
|  | Alemanha         | 1 (0)            |                      |         |                     |                     |  |  |             |       |
|  | Alemanha         | 1 (0)            | Países Baixos (pen.) | 1 (3)   |                     |                     |  |  |             |       |
|  | 5 de agosto      |                  | Países Baixos (pen.) | 1 (3)   |                     |                     |  |  |             |       |
|  |                  | China            | 1 (1)                |         |                     |                     |  |  |             |       |
|  | Bélgica          | China            | 1 (1)                | 2       |                     |                     |  |  |             |       |
|  | Bélgica          | 7 de agosto      |                      | 2       |                     |                     |  |  |             |       |
|  | Espanha          | 0                |                      |         |                     |                     |  |  |             |       |
|  | Espanha          | 0                | Bélgica              | 1 (2)   | Disputa pelo bronze | Disputa pelo bronze |  |  |             |       |
|  | 5 de agosto      |                  | Bélgica              | 1 (2)   | Disputa pelo bronze | Disputa pelo bronze |  |  |             |       |
|  |                  | China (pen.)     | 1 (3)                |         |                     |                     |  |  |             |       |
|  | Austrália        | China (pen.)     | 1 (3)                | 2       | Argentina (pen.)    | 2 (3)               |  |  |             |       |
|  | Austrália        |                  |                      | 2       | Argentina (pen.)    | 2 (3)               |  |  |             |       |
|  | China            | 3                |                      | Bélgica | 2 (1)               |                     |  |  |             |       |
|  | China            | 3                |                      |         | 2 (1)               |                     |  |  |             |       |
|  |                  |                  |                      |         |                     |                     |  |  | 9 de agosto |       |
|  |                  |                  |                      |         |                     |                     |  |  |             |       |

### Quartas de final
| 5 de agosto 10:00         |           |                          | |
| Austrália                 | 2–3       | China                    | Campo 1, Stade Olympique Yves-du-Manoir, Colombes Árbitros: Annelize Rostron (RSA) Wanri Venter (RSA) |
| Arnott 10' T. Stewart 45' | Relatório | Ma 11' Dan 20' Zhong 35' | Campo 1, Stade Olympique Yves-du-Manoir, Colombes Árbitros: Annelize Rostron (RSA) Wanri Venter (RSA) |

| 5 de agosto 12:30       |           |                                           | |
| Argentina               | 1–1       | Alemanha                                  | Campo 1, Stade Olympique Yves-du-Manoir, Colombes Árbitros: Laurine Delforge (BEL) Aleisha Neumann (AUS) |
| Jankunas 59'            | Relatório | Huse 57'                                  | Campo 1, Stade Olympique Yves-du-Manoir, Colombes Árbitros: Laurine Delforge (BEL) Aleisha Neumann (AUS) |
| Penalidades             |           |                                           | Campo 1, Stade Olympique Yves-du-Manoir, Colombes Árbitros: Laurine Delforge (BEL) Aleisha Neumann (AUS) |
| Casas · Jankunas · Díaz | 2–0       | Weidemann · Huse · Fleschütz · Zimmermann | Campo 1, Stade Olympique Yves-du-Manoir, Colombes Árbitros: Laurine Delforge (BEL) Aleisha Neumann (AUS) |

| 5 de agosto 17:30          |           |              | |
| Países Baixos              | 3–1       | Grã-Bretanha | Campo 1, Stade Olympique Yves-du-Manoir, Colombes Árbitros: Liu Xiaoying (CHN) Irene Presenqui (ARG) |
| De Waard 1' Fokke 30', 46' | Relatório | French 20'   | Campo 1, Stade Olympique Yves-du-Manoir, Colombes Árbitros: Liu Xiaoying (CHN) Irene Presenqui (ARG) |

| 5 de agosto 20:00        |           |         | |
| Bélgica                  | 2–0       | Espanha | Campo 1, Stade Olympique Yves-du-Manoir, Colombes Árbitros: Alison Keogh (IRL) Ayanna McClean (TTO) |
| Marien 46' Englebert 49' | Relatório |         | Campo 1, Stade Olympique Yves-du-Manoir, Colombes Árbitros: Alison Keogh (IRL) Ayanna McClean (TTO) |

### Semifinal
| 7 de agosto 14:00                |           |           | |
| Países Baixos                    | 3–0       | Argentina | Campo 1, Stade Olympique Yves-du-Manoir, Colombes Árbitros: Laurine Delforge (BEL) Sarah Wilson (GBR) |
| Fokke 21' Nunnink 26' Jansen 35' | Relatório |           | Campo 1, Stade Olympique Yves-du-Manoir, Colombes Árbitros: Laurine Delforge (BEL) Sarah Wilson (GBR) |

| 7 de agosto 19:00                                    |           |                      | |
| Bélgica                                              | 1–1       | China                | Campo 1, Stade Olympique Yves-du-Manoir, Colombes Árbitros: Amber Church (NZL) Aleisha Neumann (AUS) |
| Puvrez 59'                                           | Relatório | Zou 18'              | Campo 1, Stade Olympique Yves-du-Manoir, Colombes Árbitros: Amber Church (NZL) Aleisha Neumann (AUS) |
| Penalidades                                          |           |                      | Campo 1, Stade Olympique Yves-du-Manoir, Colombes Árbitros: Amber Church (NZL) Aleisha Neumann (AUS) |
| Englebert · Blockmans · Ballenghien · Rasir · Marien | 2–3       | Chen · He · Zou · Ma | Campo 1, Stade Olympique Yves-du-Manoir, Colombes Árbitros: Amber Church (NZL) Aleisha Neumann (AUS) |

### Disputa pelo bronze
| 9 de agosto 14:00               |           |                                              |                                                                                                   |
| Argentina                       | 2–2       | Bélgica                                      | Campo 1, Stade Olympique Yves-du-Manoir, Colombes Árbitros: Amber Church (NZL) Alison Keogh (IRL) |
| Gorzelany 22' Albertario 27'    | Relatório | Puvrez 8' Rasir 27'                          | Campo 1, Stade Olympique Yves-du-Manoir, Colombes Árbitros: Amber Church (NZL) Alison Keogh (IRL) |
| Penalidades                     |           |                                              | Campo 1, Stade Olympique Yves-du-Manoir, Colombes Árbitros: Amber Church (NZL) Alison Keogh (IRL) |
| Casas · Jankunas · Díaz · Cairó | 3–1       | Englebert · Blockmans · Rasir · Vanden Borre | Campo 1, Stade Olympique Yves-du-Manoir, Colombes Árbitros: Amber Church (NZL) Alison Keogh (IRL) |

### Final
| 9 de agosto 19:00                 |           |                       | |
| Países Baixos                     | 1–1       | China                 | Campo 1, Stade Olympique Yves-du-Manoir, Colombes Árbitros: Sarah Wilson (GBR) Laurine Delforge (BEL) |
| Jansen 51'                        | Relatório | Chen Ya. 6'           | Campo 1, Stade Olympique Yves-du-Manoir, Colombes Árbitros: Sarah Wilson (GBR) Laurine Delforge (BEL) |
| Penalidades                       |           |                       | Campo 1, Stade Olympique Yves-du-Manoir, Colombes Árbitros: Sarah Wilson (GBR) Laurine Delforge (BEL) |
| Sanders · Verschoor · Moes · Veen | 3–1       | He · Zou · Zhong · Ma | Campo 1, Stade Olympique Yves-du-Manoir, Colombes Árbitros: Sarah Wilson (GBR) Laurine Delforge (BEL) |

## Classificação final
| Pos.              | Equipe         | Campanha (V–E–D) |
| ----------------- | -------------- | ---------------- |
| Medalha de ouro   | Países Baixos  | 7–0–0            |
| Medalha de prata  | China          | 3–1–3            |
| Medalha de bronze | Argentina      | 4–3–1            |
| 4                 | Bélgica        | 5–2–1            |
| 5                 | Austrália      | 4–1–1            |
| 6                 | Alemanha       | 3–1–2            |
| 7                 | Espanha        | 2–1–3            |
| 8                 | Grã-Bretanha   | 2–0–4            |
| 9                 | Estados Unidos | 1–1–3            |
| 10                | Japão          | 1–0–4            |
| 11                | África do Sul  | 0–0–5            |
| 12                | França         | 0–0–5            |